# Ahoi
Ahoi (uneori și Ahoe) este o interjecție folosită de marinari pentru a semnala o navă sau o barcă, utilizată inițial de marinarii englezi. Cuvântul intrase în obscuritate înainte de a deveni popular odată cu dezvoltarea interesului pentru sporturile nautice. "Ahoi" poate fi folosit ca o formulă de salut, de atenționare sau de rămas-bun.
Cuvântul Ahoi este tradus „alo" în limbile cehă și slovacă.
Inventatorul telefonului, Alexander Graham Bell, a sugerat inițial ca să fie folosit cuvântul „ahoi" (Ahoy) ca standard de salut când cineva răspunde la telefon, înainte ca "Alo" (Hello) (propus de Thomas Edison) să devină comun. În Familia Simpson, domnul Burns este adesea auzit ca răspunzând la telefon cu salutul "Ahoy-hoy".